# Єнікапи (станція метро)
41°0′17″ пн. ш. 28°57′10″ сх. д. / 41.00472° пн. ш. 28.95278° сх. д.
Єнікапи́ (тур. Yenikapı Aktarma Merkezi) — підземний транспортний комплекс у Стамбулі, Туреччина. Розташований у південно-центральній частині Фатіх, району Єнікапи, звідси і назва хаба. Комплекс знаходиться в безпосередній близькості від залізничної станції Єнікапи (на середину 2010-х не діюча) і в декількох хвилинах ходьби від поромного терміналу Єнікапи і поромів IDO.Пересадочний центр Єнікапи сполучає дві станції стамбульського метро із залізничною станцією турецьких залізниць, лінії що прямує тунелем Мармарай Єнікапи — найбільша станція метрополітену Туреччини.

## Платформа M1
Платформа M1 — новітня частина комплексу Єнікапи, завершено у листопаді 2014 г. Колонна двопрогінна мілкого закладення з двома береговими платформами
|                                                 | Берегова платформа, двері відкриваються праворуч |
| Колія 2                                         | → до Кіразли (Аксарай)                           |
| Колія 1                                         | → до Аеропорту Ататюрк (Аксарай)                 |
| Берегова платформа, двері відкриваються ліворуч |                                                  |

### Платформа M2
Платформу лінії М2 відкрито 15 лютого 2014 року і є південною кінцевою зупинкою лінії М2. Маючи три колії і дві острівні платформи поряд з високими стелями, це найбільша станція в комплексі. Більшість поїздів використовують центральну колію в той час як іспанський метод посадки і висадки використовуються через дві острівні платформи. Стіни і колони прикрашені прозорою бірюзовою плиткою та іншою керамікою. Ескалатори ведуть до станційного вестибюля і до платформи Мармарай.
|                                                | Колія 2                       |
| Острівна платформа, двері відчиняються ліворуч |                               |
| Колія 3                                        | до Хаджиосман (Везнеджилер) → |
| Острівна платформа, наразі не використовується |                               |
| Колія 1                                        |                               |

### Платформа Мармарай
Турецькі державні залізниці використовують станцію з острівною платформою на нещодавно побудованій лінії Мармарай що прямує під Босфором. Ця станція, відкрита 29 жовтня 2013 року, була першою частиною комплексу відкритою для публіки. Потяги між Казличешме (на захід від Єнікапи) і Айрилик-Чешмесі (на схід від Єнікапи, на анатолійській стороні) прямують з 10-хвилинним інтервалом. Після повного введення в експлуатацію залізничної лінії, приміські потяги Мармарай мають прямувати від Халкали (на заході) до Гебзе (на сході). Трафік має розпочатися у 2016 році.
Будівництво тунелю Мармарай розпочалося у 2004 році і проект мав бути введений в експлуатацію у квітні 2009 р. Проте через декілька важливих археологічних відкриттів в Єнікапи, відкриття було відкладено до жовтня 2014 року.
Пасажирообіг у 2014 році через залізничну станцію Єнікапи склав 13,9 млн осіб, що робить його другою за завантаженістю станцією після Айрилик-Чешмесі (14 млн), а також складає 25,77 % пасажирообігу лінії.
| Попередня                  | Турецькі державні залізниці | Наступна                    |
| -------------------------- | --------------------------- | --------------------------- |
| Казличешме Кінцева станція | Мармарай                    | Сіркеджі до Айрилик-Чешмесі |

| Колія 1            | → ← Мармарай до Зеїтінбурну або Халкали |
| острівна платформа |                                         |
| Колія 2            | → Мармарай до Малтепе або Гебзе →       |